# Bolitoglossa heiroreias
Espèce
Statut de conservation UICN

 EN B1ab(iii)+2ab(iii) : En danger
Bolitoglossa heiroreias est une espèce d'urodèles de la famille des Plethodontidae.

## Répartition
Cette espèce se rencontre dans le parc national Montecristo au Guatemala et dans les zones adjacentes situées au Salvador et au Honduras. Elle est présente entre 1 840 et 2 300 m d'altitude.

## Description
Les mâles mesurent jusqu'à 44,9 mm et les femelles jusqu'à 63,1 mm sans la queue.

## Publication originale
- Greenbaum, 2004 : A new species of Bolitoglossa (Amphibia: Caudata: Plethodontidae) from montane forest in Guatemala and El Salvador. Journal of Herpetology, vol. 38, p. 411-421.